# Shades of Deep Purple
A Shades of Deep Purple a Deep Purple debütáló albuma. Az Egyesült Királyságban 1968 szeptemberében jelent meg. A brit slágerlistára nem került fel, de az amerikai Billboard listán a 24. helyet érte el. Az album 2000-es CD-kiadásán öt addig kiadatlan felvétel is hallható.

## Az album dalai
Eredeti kiadás
1. And the Address (Ritchie Blackmore – Jon Lord) – 4:39
2. Hush (Joe South) – 4:25
3. One More Rainy Day (Jon Lord – Rod Evans)  -	3:40
4. Prelude: Happiness (Jon Lord – Rod Evans – Nick Simper – Ritchie Blackmore)
I'm So Glad (Skip James) – 7:19
5. Mandrake Root (Ritchie Blackmore – Rod Evans) – 6:10
6. Help! (John Lennon – Paul McCartney) – 6:01
7. Love Help Me (Ritchie Blackmore – Rod Evans) – 3:49
8. Hey Joe (Billy Roberts) – 7:34

2000-es CD kiadás bónusz dalai
1. Shadows (Jon Lord – Rod Evans – Nick Simper – Ritchie Blackmore) (kiadatlan stúdiófelvétel) – 3:39
2. Love Help Me (Ritchie Blackmore – Rod Evans) (instrumentális változat) – 3:30
3. Help! (alternatív változat) – 5:24
4. Hey Joe (A BBC Top Gear című műsorából, 1969. január 14.) – 4:06
5. Hush (Live US TV, Playboy Late Night Show 1968. október 17.) – 3:53

## Közreműködők
Együttes
- Rod Evans – ének
- Jon Lord – orgona, billentyűs hangszerek, vokál
- Ritchie Blackmore – gitár
- Nick Simper – basszusgitár, vokál
- Ian Paice – dob, ütőhangszerek

Produkció
- Barry Ainsworth – hangmérnök
- Peter Mew – újrakeverés (Abbey Road Studios)
- Derek Lawrence – producer